# 田部重治

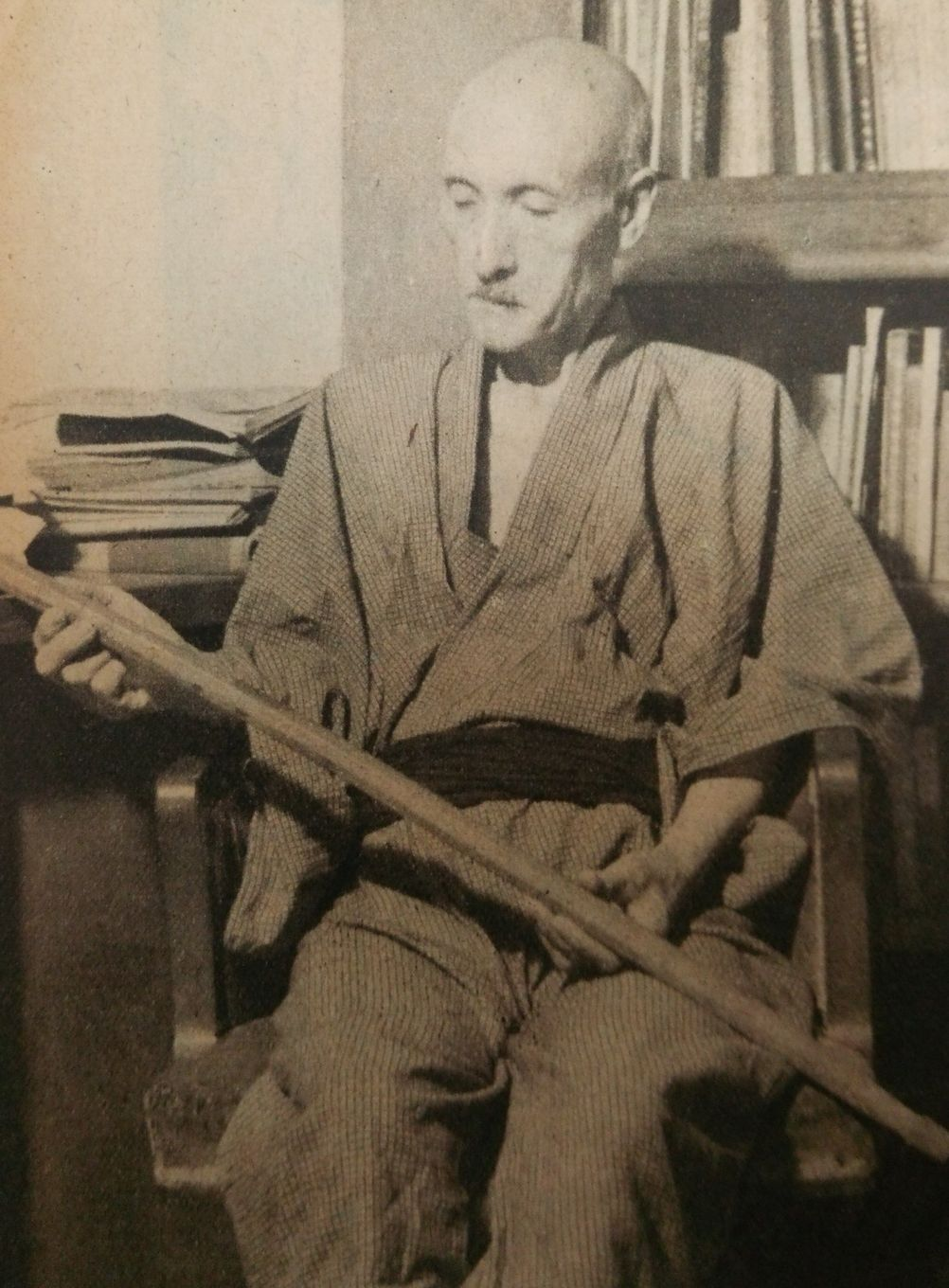
田部重治（『アサヒグラフ』1948年8月18日号）

田部 重治（たなべ じゅうじ、1884年〈明治17年〉8月4日 - 1972年〈昭和47年〉9月22日）は、日本の英文学者・登山家。

## 生涯
富山県富山市長江（旧：富山県上新川郡山室村）生まれ。旧姓は南日で、長兄に英語教育者の南日恒太郎、次兄に英文学者の田部隆次、玄孫に建築家の永山祐子がいる。
富山中学校を経て、東京帝国大学英文科卒。在学中に木暮理太郎と知り合い、山への関心を深める。大学卒業後、海軍経理学校、東洋大学、法政大学などで講義をする。研究対象は19世紀の英文学で、ウォルター・ペイター、ウィリアム・ワーズワースなどを研究した。
登山家として日本アルプス、秩父山地を歩き、1919年（大正8年）に『日本アルプスと秩父巡礼』を刊行、1930年（昭和5年）に『山と渓谷』として出版される。日本アルプスを偉大な山として、秩父山地を緑の渓谷美としてその魅力を表現した。
戦時中に紀州の奥地で、その風貌から外国人のスパイと疑われ巡査に捕まったといった逸話もある。
また「只今のところ日本アルプスという名称によって総括されている山脈を概括的にあらわすべき適当な名称が無く、かつ今俄かに適当なる名称を創造することも出来ない為め」日本アルプスという名称を使う、として、アルプスという表現を日本の山にあてはめるのに抵抗を示している。墓所は多磨霊園。

## 著作
- 日本アルプスと秩父巡礼 北星堂、1919、あかね書房、1966、大修館書店、1975
- 渾沌より統一へ 博文館、1920
- スキーの山旅 大村書店、1930
- 峠と高原 大村書店、1931、新潮社 1938、角川文庫 1950
- 中世欧洲文学史 第一書房、1932／新編「中世ヨーロッパ文学史」法政大学出版局、1966
- 心の行方を追ふて 第一書房、1933、角川文庫 1951 改版1964
- 紀行と随筆 大村書店、1934
- 山への思慕 第一書房、1935
- 涯てしなき道程 第一書房、1936
- 日本精神の情操的陶冶 中央教化団体聯合会、1936
- 山と渓谷 第一書房、1938
- 山に入る心 旧新潮文庫、1938
- 山路の旅 新潮社、1938
- 四季の随想 旧新潮文庫、1939、松和書房 1947
- 萠え出づる心 第一書房、1939
- 山と随想 新潮社、1939、旧新潮文庫 1942
- 青葉の旅・落葉の旅 第一書房、1941、角川文庫 1952
- ふるさとの山々 第一書房、1942
- 旅への憧がれ 新潮社、1942
- 詩と断章 七丈書院、1942
- わが散文詩 第一書房、1942
- 北アルプス 熊沢復六共編 六芸社、1943
- 随想山茶花 七丈書院、1943
- 旅路 青木書店、1943
- 山と渓谷 紀行篇 旧新潮文庫、1944、新編・角川文庫 1951。電子出版 2013
- 日本の山 生活社、1946
- 文芸の理念 八雲書店、1947
- 高原のあけくれ 東海書房、1947
- 山茶花の咲く頃 鳳林書林、1948
- 山と渓谷 随筆篇 万葉出版社、1948、新編・角川文庫 1951。電子出版 2013
- 憧れの旅路、元々社教養新書、1954
- 人生の旅 角川文庫、1955
- 山をたゝえる心 山と渓谷社、1955
- わが山旅 朋文堂、1956
- 旅・人間・自然 東京ライフ社、1957
- 忘れえぬ山山 第二書房、1959
- わが山旅五十年 桃源社、1964、二見書房「山岳名著シリーズ」1971
- ペィターの作品と思想 北星堂書店、1965
- 山旅と随筆 紀行・随筆集 世界文庫、1965
- 忘れえぬ山旅 三笠書房、1968
- わが詩わが歌 田部重治先生詩歌集刊行委員会、1974。遺稿集

新版
- 新編 山と渓谷　岩波文庫、1993。近藤信行編
- わが山旅五十年　平凡社ライブラリー、1996、水野勉解説。電子出版 2004
- 山と溪谷 田部重治選集　山と溪谷社〈ヤマケイ文庫〉、2011。近藤信行編。電子出版あり
- 新編 峠と高原　山と溪谷社〈ヤマケイ文庫〉、2023。電子出版あり

### 翻訳
- 文芸復興 ウオルター・ペーター 北星堂書店、1915、岩波文庫 1940、復刊1992ほか
- 全一生活 ペーター 不老閣書房、1916
- ダンテとプラトーとの愛の理想 ジョン・アディングトン・シモンヅ 人文書房、1930
- ペーター論集 岩波文庫、1931
- 欧洲文芸復興史 ジョン・アディングトン・シモンヅ 人文書房、1931
- 文芸復興 ヂヨン・アデイングトン・シモンヅ 第一書房、1934
- 阿片常用者の告白 ディ・クィンシイ 岩波文庫、1937、復刊1997ほか
- 獄中記 オスカー・ワイルド 旧新潮文庫、1940、角川文庫 1951 復刊1989 改版1998
- イーノック・アーデン アルフレッド・テニスン 旧新潮文庫、1940、角川文庫、1951
- ギャスケル夫人短篇集 改造社、1942
- ワーヅワース詩集 岩波文庫、1950
- スケツチ・ブック ワシントン・アーヴィング 角川文庫、1953

## 作詞
- 山室小学校校歌